# Тальбо, Максим
Максим (Макс) Тальбо (фр. Maxime (Max) Talbot; 11 февраля 1984, Лемуан, Квебек, Канада) — бывший канадский хоккеист, нападающий. Обладатель Кубка Стэнли 2009 года в составе «Питтсбург Пингвинз». На период локаута-2012 в НХЛ играл за финский клуб «Ильвес».
В юниорской лиге Квебека (QMJHL) становился обладателем Президентского кубка (приза победителю плей-офф лиги) в составе «Халл Олимпикс» / «Гатино Олимпикс» в 2003 и 2004 годах и обладателем Трофея Ги Ляфлера (приза самому ценному игроку плей-офф лиги) в те же годы.
Серебряный призёр молодёжного чемпионата мира 2004 года в составе канадской команды.
В седьмой решающей встрече финальной серии Кубка Стэнли 2009 года против команды «Детройт Ред Уингз» Максим забросил две единственные шайбы «Пингвинз». Их хватило для завоевания третьего чемпионства в истории клуба, так как матч закончился со счётом 2:1.
Всего в регулярных сезонах НХЛ провёл 704 матча и набрал 204 очка (91+113). В плей-офф НХЛ сыграл 84 матча и набрал 39 очков (18+21).
Перед сезоном 2016/17 подписал контракт с ярославским «Локомотивом», выступающим в КХЛ. В первом сезоне набрал 36 очков (15+21) в 60 матчах. В плей-офф КХЛ набрал 7 очков (5+2) в 15 матчах. В сезоне 2017/18 сыграл 43 матча и набрал 19 очков (8+11). Плей-офф провёл неудачно — 1 очко (0+1) в 9 матчах.
Перед сезоном 2018/19 34-летний Тальбо подписал контракт с клубом «Авангард». Дебютировал за «Авангард» 2 сентября 2018 года в матче против своей бывшей команды «Локомотив» и отметился заброшенной шайбой. В начале сезоне в некоторых матчах являлся альтернативным капитаном «Авангарда» (чередуя эту обязанность с Сергеем Широковым).

## Статистика
Последнее обновление: 2 января 2017 года
| Легенда | Легенда                    | Легенда | Легенда                   | Легенда | Легенда    |
| ------- | -------------------------- | ------- | ------------------------- | ------- | ---------- |
| И       | Количество проведённых игр | Штр     | Штрафное время            | +/−     | Плюс-минус |
| Г       | Голы                       | П       | Голевые передачи          | О       | Очки       |
| -       | Статистика неизвестна      | —       | Статистика не учитывалась |         |            |

## Награды и достижения
| Награда                                    | Год        |  |
| ------------------------------------------ | ---------- |  |
| QMJHL                                      |            |  |
| Вторая сборная всех звёзд                  | 2003, 2004 |  |
| Ги Лафлёр Трофи                            | 2003, 2004 |  |
| Президентский кубок (Халл/Гатино Олимпикс) | 2003, 2004 |  |
| НХЛ                                        |            |  |
| Кубок Стэнли (Питтсбург Пингвинз)          | 2009       |  |
| КХЛ                                        |            |  |
| Бронзовый призёр КХЛ и Чемпионата России   | 2017       |  |